# Big Short
Big Short (ang. The Big Short) – amerykański komediodramat biograficzny, którego reżyserem i współscenarzystą jest Adam McKay.
Fabuła filmu oparta jest na książce Michaela Lewisa wydanej w 2010 roku pod tym samym tytułem, w Polsce znanej jako Wielki szort. Mechanizm maszyny zagłady, opowiadającej o przyczynach kryzysu finansowego z lat 2007–2008, spowodowanego pęknięciem tzw. bańki kredytowej.
W filmie występują Christian Bale, Steve Carell, Ryan Gosling i Brad Pitt. W Stanach Zjednoczonych dystrybuowany był przez Paramount Pictures. Film miał tzw. premierę limitowaną 11 grudnia 2015 w Stanach Zjednoczonych, zaś już 23 grudnia 2015 wszedł do szerokiej dystrybucji.
W 2016 r. obraz zdobył Oscara za najlepszy scenariusz adaptowany w roku 2015; ponadto uzyskał 4 nominacje do Oscarów, w tym do nagrody dla najlepszego filmu i najlepszą reżyserię.

## Obsada
- Christian Bale jako dr Michael Burry – neurolog, który został menedżerem kalifornijskiego funduszu hedgingowego Scion Capital. Ma zespół Aspergera i sztuczne oko.
- Steve Carell jako Mark Baum – wzorowany na postaci Steve’a Eismana, temperamentny i bezceremonialny menedżer funduszu hedgingowego FrontPoint Capital z Wall Street, który uważa się za obrońcę moralności.
- Ryan Gosling jako Jared Vennett – pierwowzorem jest Greg Lippmann, wyrachowany, aczkolwiek bardzo utalentowany sprzedawca obligacji z Deutsche Banku, który oferuje krótkoterminowe CDO; jest głównym narratorem filmu.
- John Magaro jako Charlie Geller – wzorowany na postaci Charliego Ledleya, jednego z założycieli i partnerów w Cornwall Capital (w filmie przemianowany na Brownfield Capital), świeżo upieczonego, lecz dobrze zapowiadającego się funduszu hedgingowego, który zaczynał w przydomowym garażu i chce uderzyć na Wall Street.
- Finn Wittrock jako Jamie Shipley – oparty na osobie Jamiego Mai, przyjaciel Ledleya i jego partner w interesach.
- Brad Pitt jako Ben Rickert – wzorowany na postaci Bena Hocketta – przedsiębiorca giełdowy oraz mentor Shipleya i Ledleya, który poprzednio pracował dla Deutsche Banku, a obecnie jest negatywnie nastawiony do polityki banków.
- Hamish Linklater jako Porter Collins, najlepszy pracownik z FrontPoint.
- Rafe Spall jako Danny Moses, najlepszy handlowiec z FrontPoint.
- Jeremy Strong jako Vincent (Vinny) Daniel, czołowy analityk FrontPoint.
- Adepero Oduye jako Kathy Tao z Front Point.
- Melissa Leo jako Georgia Hale.
- Marisa Tomei jako Cynthia Baum – żona Marka, oparta na postaci żony Eismana, Valerie Feigen.
- Max Greenfield jako broker kredytów hipotecznych.
- Billy Magnussen jako broker kredytów hipotecznych.
- Stanley Wong jako Ted Jiang – doradca matematyczny Vennetta, wzorowany na osobie Eugene Xu.
- Byron Mann jako pan Chau – wzorowany na postaci Wing Chau, właściciel  CDO.
- Tracy Letts jako Lawrence Fields.
- Karen Gillan jako Evie.
- Margot Robbie jako ona sama[4]
- Selena Gomez jako ona sama.
- Richard Thaler jako on sam[5]
- Anthony Bourdain jako on sam[4]